# ルートヴィヒ3世 (ヘッセン大公)
ルートヴィヒ3世（Ludwig III., 1806年6月9日 - 1877年6月13日）は、ヘッセン大公国の第3代大公（在位：1848年 - 1877年）。ルートヴィヒ2世の長男。

## 生涯
1806年6月9日、ルートヴィヒ2世とその妃であったバーデン大公世子カール・ルートヴィヒの娘ヴィルヘルミーネの間に第一子としてダルムシュタットで生まれた。1833年12月26日、ミュンヘンでバイエルン王ルートヴィヒ1世の王女マティルデ・カロリーネ（1813年 - 1862年）と結婚した。
1848年、ルートヴィヒ2世の退位によって大公位に即いた。1866年の普墺戦争ではオーストリア帝国側についたため、敗戦後領土の一部をプロイセン王国へ割譲した。また戦後成立した北ドイツ連邦にはライン川以北のみが加盟した。1871年の普仏戦争ののちドイツ帝国が成立すると、ヘッセン大公国もその領邦の一つとなった。
大公妃マティルデ・カロリーネと死別したのち、ルートヴィヒ3世は1868年6月20日に Hochstätten 男爵夫人アンナ・マグダレーナ・アペルと貴賎結婚した。
ルートヴィヒ3世は1877年6月13日にゼーハイムで死去した。嫡子はおらず、甥のルートヴィヒ4世が大公位を嗣いだ。